# Суда (Минесота)
Суда (енгл. Soudan) насељено је место без административног статуса у америчкој савезној држави Минесота.

## Демографија
По попису из 2010. године број становника је 446.
| Група             | 2000.    | 2010.       |
| Белци             | 0 (0,0%) | 427 (95,7%) |
| Афроамериканци    | 0 (0,0%) | 7 (1,6%)    |
| Азијати           | 0 (0,0%) | 4 (0,9%)    |
| Хиспаноамериканци | 0 (0,0%) | 2 (0,4%)    |
| Укупно            | 0        | 446         |